# Cuphea watsonii
Cuphea watsonii är en fackelblomsväxtart som beskrevs av Marcus Eugene Jones. Cuphea watsonii ingår i släktet blossblommor, och familjen fackelblomsväxter. Inga underarter finns listade i Catalogue of Life.